# Efraín Viáfara
Efraín Viáfara Molina (Cali, Valle del Cauca, Colombia; 8 de abril de 1981) es un exfutbolista colombiano que se desempeñó como delantero. Durante su carrera profesional, jugó en clubes de Colombia, Venezuela y Perú, destacándose por su versatilidad y capacidad goleadora. 
Acumuló un total de 282 partidos oficiales y 60 goles, con pasos destacados por equipos como Águilas Doradas, La Equidad y Deportivo Pasto. Su carrera se extendió por más de una década, retirándose en 2017 tras militar en el Orsomarso de su país natal.

## Trayectoria
Efraín Viáfara inició su carrera profesional en el Once Caldas, debutando en 2002, aunque solo disputó un partido en esa temporada. Posteriormente, emigró a Venezuela para unirse al Estudiantes de Mérida (2003-2005), donde jugó 15 encuentros y marcó 2 goles. En 2005, tuvo un breve regreso al Once Caldas antes de retornar a Venezuela para jugar con el Deportivo Italmaracaibo, equipo en el que no logró destacarse en el apartado goleador.
En 2006, se integró a La Equidad, donde tuvo una destacada participación en su primera etapa, la cual retomó entre 2008 y 2009.Durante su paso por el club bogotano, disputó un total de 63 partidos y anotó 10 goles. Entre estos períodos, en 2007, jugó para el Real Cartagena y vivió una experiencia internacional con el Sport Áncash de Perú, logrando 6 goles en 18 encuentros. En 2008, regresó a Venezuela para defender los colores del Deportivo Petare, donde mostró su capacidad goleadora al marcar 4 tantos en solo 8 partidos.
En 2010, volvió al fútbol colombiano para jugar con el Deportes Tolima y, más tarde, con el Independiente Santa Fe, acumulando 3 goles en 28 partidos combinados. En 2011, regresó al fútbol peruano con el Alianza Atlético, donde disputó 9 partidos y marcó 2 goles. Su mejor rendimiento se registró entre 2011 y 2012 con las Águilas Doradas, donde fue un elemento clave, anotando 16 goles en 41 encuentros.
Tras su éxito con las Águilas, Viáfara pasó por diversos equipos en Colombia, como el Independiente Medellín, Atlético Huila, Fortaleza, Boyacá Chicó, y el Deportivo Pasto, destacándose en este último al marcar 7 goles en 14 partidos. También jugó para Jaguares de Córdoba antes de cerrar su carrera profesional en el Orsomarso en 2017, sumando 3 goles en 17 juegos.

## Clubes
| Club                    | País                | Año                 | Partidos | Goles |
| ----------------------- | ------------------- | ------------------- | -------- | ----- |
| Once Caldas             | Colombia            | 2002                | 1        | 0     |
| Estudiantes de Mérida   | Venezuela           | 2003-2005           | 15       | 2     |
| Once Caldas             | Colombia            | 2005                | 3        | 0     |
| Deportivo Italmaracaibo | Venezuela           | 2005                | 4        | 0     |
| La Equidad              | Colombia            | 2006 2008-2009      | 63       | 10    |
| Real Cartagena          | Colombia            | 2007                | 2        | 0     |
| Sport Áncash            | Perú                | 2007                | 18       | 6     |
| Petare                  | Venezuela           | 2008                | 8        | 4     |
| Deportes Tolima         | Colombia            | 2010                | 14       | 2     |
| Santa Fe                | Colombia            | 2010                | 14       | 1     |
| Alianza Atlético        | Perú                | 2011                | 9        | 2     |
| Águilas Doradas         | Colombia            | 2011-2012           | 41       | 16    |
| Independiente Medellín  | Colombia            | 2013                | 14       | 1     |
| Atlético Huila          | Colombia            | 2013-2014           | 10       | 1     |
| Fortaleza               | Colombia            | 2014                | 14       | 2     |
| Boyacá Chicó            | Colombia            | 2015                | 16       | 3     |
| Deportivo Pasto         | Colombia            | 2015                | 14       | 7     |
| Jaguares de Córdoba     | Colombia            | 2016                | 5        | 0     |
| Orsomarso               | Colombia            | 2017                | 17       | 3     |
| Total en su carrera     | Total en su carrera | Total en su carrera | 282      | 60    |

## Palmarés

### Campeonatos nacionales
| Título        | Club       | País     | Año  |
| ------------- | ---------- | -------- | ---- |
| Primera B     | La Equidad | Colombia | 2006 |
| Copa Colombia | La Equidad | Colombia | 2008 |